# Zygina
Zygina (лат.) — род цикадок подсемейства Typhlocybinae из отряда полужесткокрылых.

## Описание
Цикадки мелкого размера, длина тела около 3—4 мм. Стройные, основная окраска жёлтая, часто с оранжево-красным рисунком. Темя выступает вперёд. В Палеарктике известно 5 видов.
Род был впервые выделен в 1866 году немецким энтомологом Францем Ксавером Фибером (1808–1872). Встречаются повсеместно, имеют космополитное распространение.
- Zygina angusta Lethierry, 1874
- Zygina digitata (Ribaut, 1948)
- Zygina discolor Horváth, 1897
- Zygina dorycnii (Ribaut, 1936)
- Zygina eburnea Fieber, 1884
- Zygina flammigera (Fourcroy, 1785)
- Zygina frauenfeldi Lethierry, 1880
- Zygina griseombra Remane, 1994
- Zygina hyperici (Herrich-Schäffer, 1836)
- Zygina krueperi Fieber, 1884
- Zygina lunaris (Mulsant & Rey, 1855)
- Zygina luteipennis Rey, 1894
- Zygina nebulosa (Ribaut, 1948)
- Zygina nigritarsis Remane, 1994
- Zygina nivea (Mulsant & Rey, 1855)
- Zygina ochroleuca  Horváth, 1897
- Zygina ordinaria (Ribaut, 1936)
- Zygina rhamni Ferrari, 1882
- Zygina rorida (Mulsant et Rey, 1855)
- Zygina rosea (Flor, 1861)
- Zygina rosincola (Cerutti, 1939)
- Zygina rubrovittata (Lethierry, 1869)
- Zygina salicina Mitjaev, 1975
- Zygina schneideri (Günthart, 1974)
- Zygina suavis Rey, 1891
- Zygina tiliae (Fallén, 1806)
- Zygina tithide Ferrari, 1882